# Grammostola iheringi
Grammostola iheringi é uma espécie de aranha pertencente à família Theraphosidae (tarântulas). É nativas do Brasil. É um tipo muito terrestre de tarântula e também às vezes pode fazer buracos. Um esconderijo é altamente recomendado para estas espécies de tarântulas, juntamente com pelo menos 10 cm de substrato. É um comedor muito agressivo. As fêmeas podem viver 20 anos ou mais e os machos 5 a 6 anos.

## Características
É a maior aranha da Mata Atlântica, podendo atingir 12 cm de comprimento. Diferente da maioria das aranhas, a caranguejeira possui seu par de quelíceras viradas para baixo, diferente das outras aranhas que apresentam o par de quelíceras na lateral. Não são aranhas agressivas e nem venenosas, porém, se incomodadas, podem soltar pelos urticantes, mais somente no caso de vida ou morte. Mesmo assim, por falta de conhecimento e desrespeito à vida, é impiedosamente morta quando encontrada.

## Comportamento
Pouco agressiva e dificilmente libera pelos.

## Reprodução
A reprodução ocorre através do acasalamento, quando o macho introduz espermas na fêmea. A fêmea bota em um casulo de teia de forma redonda chamada ovoteca, 50 a 200 ovos. Ao nascerem, os filhotes saem da toca para viverem de forma independente.

## Ecologia
Não fabrica teia para capturar suas presas, como fazem a maioria das espécies. Costuma viver em tocas e embaixo de troncos e pedras. Tem hábitos noturnos, errante. Ambiente: semi-árido

## Alimentação
Sua dieta inclui grilos, baratas, tenébrios e gafanhotos, podem eventualmente comer filhotes de roedores.

## Terrário adequado
45 cm x 30 cm x 40 cm já está bom. Substrato para o terrário: pó de côco, casca de pinus, terra e uma toca.
Temperatura: 10 °C – 28 °C.
Umidade recomendada:  60-70%

## Outros
Lista das espécies de Theraphosidae (Lista completa das Tarântulas.)